# Myles Lewis-Skelly
Myles Anthony Lewis-Skelly, född 26 september 2006 i London, England, är en engelsk fotbollsspelare som spelar för Arsenal i engelska Premier League. Lewis-Skelly har tillbringat hela sin karriär som junior och professionell spelare med Arsenal, där han gjorde A-lagsdebut under säsongen 2024/2025.

## Ungdomstiden
Myles Lewis-Skelly föddes av föräldrar med västindiskt ursprung i Londonkommunen Southwark, och växte upp nära Arsenals hemvist i Islington i norra London. Han spelade tidigt för sitt skollag, Aldenham, och antogs redan som 8-åring till Arsenals akademi Hale End. Han fortsatte utvecklas i akademin tillsammans med barndomsvännen och medspelaren Ethan Nwaneri, och de debuterade samtidigt i U21-laget i en segermatch mot Reading, då båda gjorde mål. Han fortsatte imponera i FA:s ungdomscup 2022/2023, där Arsenal gick till final men förlorade mot West Ham.

## Arsenal
I februari 2023 fick han ett 2-årigt stipendium, i avvaktan på att uppnå åldern för ett professionellt kontrakt. Ett sådant skrev han på 5 oktober 2023. Seniordebuten för Arsenal kom 22 september 2024 i bortamötet mot Manchester City (som slutade 2–2) då han i halvtid ersatte den skadade Jurriën Timber – och efter att redan dessförinnan dragit på sig ett gult kort!
Den 2 februari 2025 gjorde han sitt första mål i Premier League, när Arsenal besegrade Manchester City med 5–1.

## Internationellt
Lewis-Skellys föräldrar är båda brittiska, och hans far- och morföräldrar har rötter i Västindien (Barbados, Guyana, Jamaica and St Lucia). Han är berättigad att spela för såväl England som Barbados – som han spelade för i yngre år, innan han valde England.
Sommaren 2023 kallades han till det engelska U17-laget som deltog i U17-EM i Ungern, och gjorde det första målet när England i sin andra match slog Nederländerna med 4–1. I september samma år debuterade han i Englands U18-lag, och i november togs han ut till U17-VM i Indonesien. Knappt ett år senare gjorde han debut för Englands U19-lag i en oavgjord match mot Kroatien.
I mars 2025 togs han för första gången ut för spel med seniorlandslaget, inför Englands VM-kvalmatch mot Albanien, och fick starta matchen, gjorde det första målet, och utsågs till matchens lirare. 18 år och 276 dagar gammal blev han den yngste spelare som gjort mål i seniordebuten för England.

## Meriter
- FA Youth Cup (finalförlust): 2022/2023[13]